# Прапор Тервюрена
Прапор Тервюрена був офіційно затверджений муніципальною радою 27 лютого 1986 року як муніципальний прапор комуни і міста Тервюрен Фламандського Брабанту. 26 травня 1987 року він був підтверджений урядом Фландрії та остаточно опублікований 3 грудня 1987 року в офіційному бельгійському державному віснику.
Прапор Тервюрена заснований на гербі Тервюрена і тому має той самий малюнок і кольори на прапорі, що й на гербі. Лев взято з фламандського прапора.
На прапорі зображено синього лева на білому тлі. Походження цього лева можна знайти на найдавніших печатках, які коли-небудь були в місті. Це була печатка бастарда герцога Брабантського, який також увійшов у володіння містом Тервюрен у 1435 році. Його герб мав срібне тло з левом у глазурі.

Офіційно прапор описується так: 
Білий з синім левом.

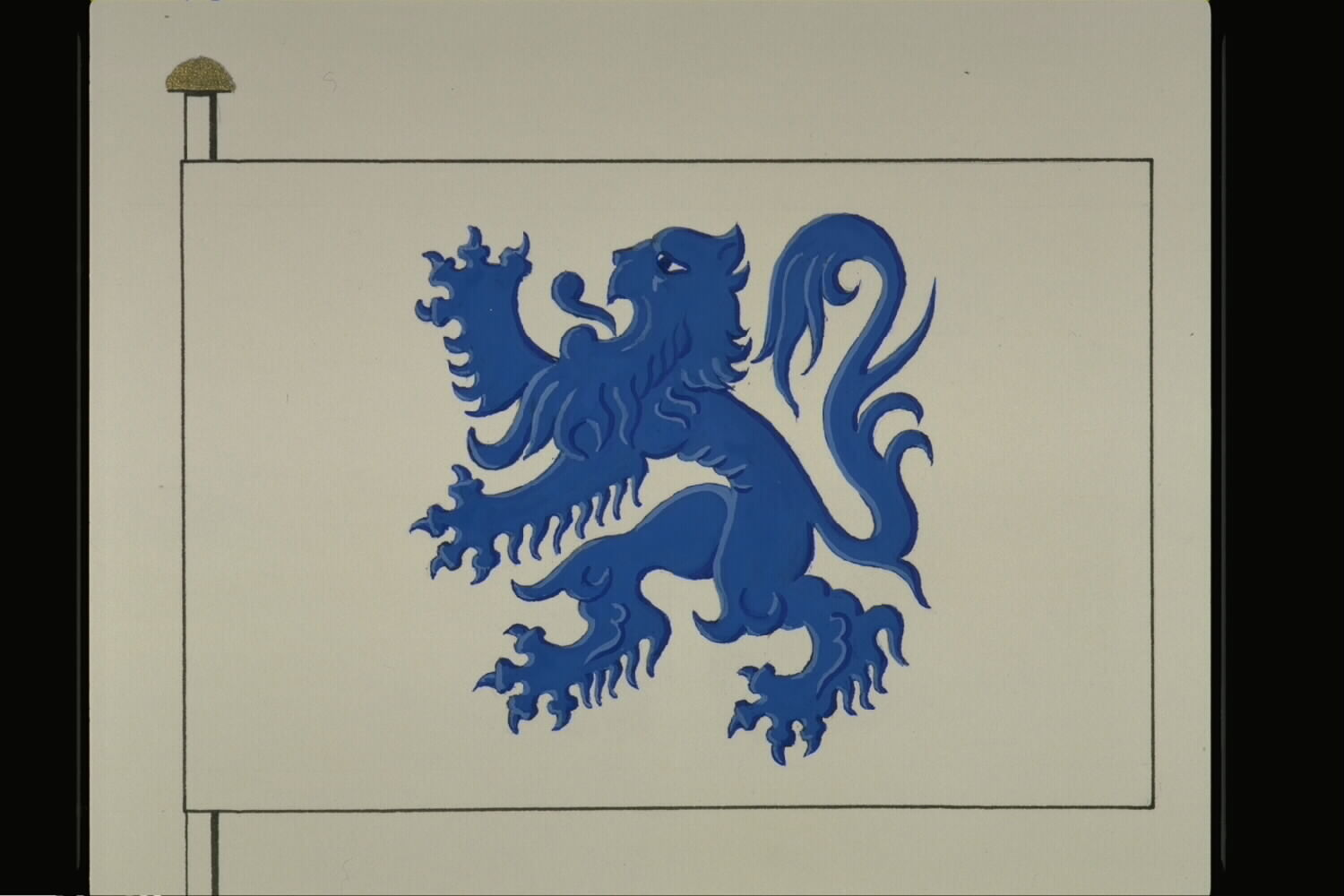
Офіційний малюнок прапора
Прапор Фландрії